# تصادم غراند كانيون الجوي
تصادم غراند كانيون الجوي هو تصادم جوي بين طائرة دوغلاس دي سي-7 التابعة ليونايتد إيرلاينز الرحلة 718 وطائرة لوكهيد إل-1049 سوبر كونستليشن التابعة لتي دابليو إيه الرحلة 2 فوق غراند كانيون علي أرتفاع 21 ألف قدم في يوم مشمس في 30 يونيو 1956 ومات الأشخاص 128 عندما أصطدمت الطائرتين بأخدود غراند كانيون المعروف باسم الأخدود العظيم وقبل 5 ثواني من اصطدام الطائرتين رصدوا عاصفة رعدية قوية علي بعد 8 كم من الطائرة المتحدة والطائرة الأمريكية
.